# Сиво дървесно кенгуру
Сивото дървесно кенгуру (Dendrolagus inustus) е вид бозайник от семейство Кенгурови (Macropodidae). Видът е световно застрашен, със статут уязвим.

## Разпространение и местообитание
Разпространен е в Индонезия и Папуа Нова Гвинея.